# Polizia di prossimità
Per polizia di prossimità s'intende un servizio di polizia caratterizzato da presenza capillare delle forze dell'ordine sul territorio, organizzato in modo da avvicinarle (donde la prossimità) alla comunità di riferimento.
Sono caratteri ed elementi tipizzanti di questo servizio, ma non solo, il "poliziotto di quartiere", l'apertura di commissariati di quartiere, la disponibilità di uffici per le relazioni con il pubblico, servizi per denunce a domicilio riservati ad anziani e portatori di handicap.

## Origini e funzioni

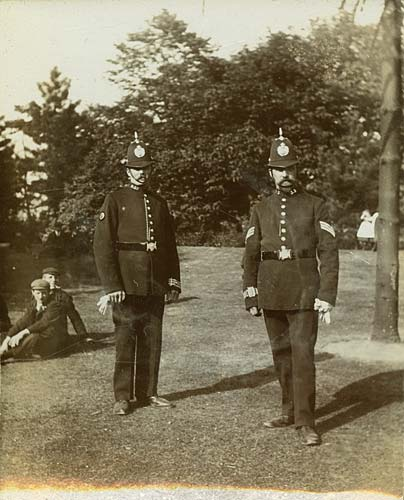
Metropolitani di Birmingham (Inghilterra), intorno al 1910

Il concetto di polizia di prossimità in senso moderno deriva da quello della polizia di comunità, sperimentata negli Stati Uniti d'America, ma certamente, soprattutto per quanto attiene alla figura del poliziotto di quartiere, trova noti esempi sin dall'inizio del Novecento in servizi di community policing garantiti da corpi di metropolitani statunitensi e nel classico "Bobby" inglese.
L'esperienza francese degli anni ottanta ha concretizzato nuove modalità operative di polizia radicate sul territorio.
Il modello francese è stato poi ripreso dai Paesi Bassi, dal Belgio e dalla Spagna.
L'approccio operativo, ispirato dall'esigenza di avvicinare le forze polizia ai cittadini, ha la sua figura tipica nel carabiniere, poliziotto o vigile «di quartiere», che si associano nel controllo del territorio all'attività svolta dalle altre pattuglie "automontate". Per questo motivo questi operatori sono collocati nell'organico dell'Ufficio Prevenzione Generale e Soccorso Pubblico (U.P.G.S.P.) della Questura, per quanto attiene alla Polizia di Stato, e dei Comandi Stazione Carabinieri, per quanto riguarda l'Arma. Le "zone" o "quartieri" di pattuglia sono individuate in sede prefettizia e delimitate per aree aventi una popolazione non superiore ai 30 000 abitanti circa.
La "vicinanza fisica" al cittadino è il carattere più evidente, visibile di questo modello, che tende a garantire al cittadino-utente, adeguate forme di comunicazione e collaborazione, così da coinvolgerlo nel processo di “produzione” della sicurezza, attraverso il radicamento territoriale, la conoscenza diretta dei problemi locali e la costruzione di un rapporto di conoscenza e fiducia con i cittadini.
La polizia di prossimità incarna il concetto di una «sicurezza partecipata», che si estende oltre i fatti penalmente rilevanti, sino a comprendere manifestazioni di diverso genere, ma che incidono sulla tranquillità sociale e sulla percezione stessa della sicurezza: con ciò si vuol dire che nelle moderne società occidentali, visto l'alto livello di complessità interna delle medesime, un'efficace opera di prevenzione penale o dei fenomeni devianti, necessita del concorso fattivo di tutti i soggetti - pubblici e privati - che con il loro intervento possono rendere più efficace il lavoro delle forze di polizia. Per questo la polizia «di prossimità» può rappresentare il primo passo per la realizzazione della polizia «di comunità», intesa come la leale collaborazione di tutte le istituzioni responsabili di qualche aspetto della “sicurezza sociale”, evitando la compartimentazione tra gli enti territoriali, preposti alla prevenzione sociale, e quelli deputati alla prevenzione e repressione criminale (Forze di Polizia a competenza generale, Prefetture, Magistratura), è avvertita da tutti i livelli della società civile.

## Il servizio in Italia
Il servizio è stato disposto per la prima volta in Italia a partire dal 2003, ma già nel 2010 si registrava un sostanziale abbandono del progetto. A Torino il servizio è stato sostituito nel 2011 dall'Ufficio Controllo del Territorio.
Nella saggistica dell'Istituto Superiore di Polizia, ci si riferisce a questo servizio come quello che garantisce una polizia community – oriented.
A garantire il servizio era chiamato personale della Polizia di Stato, dell'Arma dei Carabinieri e della Polizia Locale, che fornivano i poliziotti, gli agenti di polizia locale ed i carabinieri di quartiere. Circa la presenza di questi ultimi, va ricordato che, dopo il decadimento degli effetti dell'Accordo Carcaterra, grazie al generale Giovanni De Lorenzo i Carabinieri avevano riguadagnato negli anni sessanta la presenza sui territori metropolitani ed urbani in genere, nei quali classicamente si espletano le funzioni di prossimità nell'accezione moderna.
Tali figure professionali sono nate nel dicembre 2002, dapprima in forma sperimentale in 28 province, per poi estendersi progressivamente su tutto il territorio nazionale.
Il loro inserimento era previsto nel cosiddetto contratto con gli italiani sottoscritto da Silvio Berlusconi nel corso della campagna per le elezioni politiche del 2001.
In Italia le nuove politiche della sicurezza (quelle ispirate alla "nuova prevenzione") sono indirizzate verso il sistema dei “Protocolli d'intesa”, ossia da un variegato insieme di iniziative e forme di “partenariato” che il Ministero dell'interno sta sviluppando intensamente con gli Enti locali, in primis le Regioni, proprio per incrementare e rafforzare le iniziative rivolte alla tutela della collettività, con particolare riguardo alle categorie di cittadini più esposte al pericolo di vittimizzazione: anziani, donne, portatori di handicap, ecc.
Gli strumenti di attuazione sono sempre più spesso, quelli tipici di rami del diritto diversi da quello penale: contratti sociali, protocolli, convenzioni, ordinanze, ecc. una gamma variegata di modalità extra-penali di attuazione, utili a regolamentare le relazioni tra amministrazioni centrali e locali, per intervenire direttamente sui fenomeni che in uno specifico contesto destano particolare allarme sociale.
Da ciò risulta chiaro che la realizzazione sotto il profilo dell'efficienza e dell'efficacia del modello richiede, sia un'evoluzione della cultura tecnico-professionale degli operatori di polizia, che una struttura organizzativa estremamente flessibile, quantomeno in questa fase nascente del servizio: la “prossimità” come requisito sia della fase concettuale, organizzativa, del servizio di polizia di prevenzione, orientato al contatto, all'apertura di un canale di comunicazione con il cittadino, che come criterio operativo, teso a realizzare una presenza più visibile degli operatori di p.s. (destinatari di processi formativi qualificati finalizzati a conferire loro le competenze necessarie per interpretare adeguatamente ed assolvere efficacemente il servizio di prossimità).
Così alle attività di contrasto al crimine e di mantenimento dell'ordine pubblico se ne affiancherà un'altra, che mira a capire i disagi della gente, a percepirne in anticipo le richieste di sicurezza ed a consolidare un rapporto di fiducia in virtù del quale il poliziotto e il carabiniere diventano un saldo e rassicurante punto di riferimento sul territorio
(Lettera aperta del Ministro dell'Interno B. Pisanu al Corriere della Sera – 02.12.2002).

## Organici
Alla fine del gennaio 2006, il Ministero dell'Interno dichiarava che gli operatori (uomini e donne) adibiti a questo servizio dalle amministrazioni della Polizia di Stato e dei Carabinieri erano oltre 3.700, impegnati in 748 aree cittadine. Oltre alla Polizia di Stato e all'Arma dei Carabinieri, sono impegnati nell'attività di polizia di prossimità anche la Polizia Locale, il Corpo Forestale dello Stato, soprattutto nelle aree rurali e montane, e la Guardia di Finanza.

## Attrezzature ed uniformi
Oltre alla normale attrezzatura, i Poliziotti dello Stato,della Locale ed i Carabinieri di Quartiere sono dotati di un computer palmare e una radio per mettersi in contatto con la pattuglia più vicina di qualsiasi forza di polizia (Polizia di Stato, Carabinieri, Polizia locale e Guardia di Finanza) per una maggiore velocità d'intervento e un maggiore ed efficace controllo del territorio. Gli operatori in servizio di prossimità o di quartiere, oltre all'arma di ordinanza e alla radio, solitamente sono dotati di sfollagente, spray anti aggressione od altri dispositivi per la difesa personale, soprattutto perché in molti casi prestano servizio da soli od in zone critiche.
Il Carabiniere di Quartiere si riconosce dalla fascia rossa posta al centro della divisa; il Poliziotto di Quartiere dal particolare cappello in dotazione (il cui modello è noto col nome di kepi), mentre le sezioni della polizia locale per i servizi di prossimità, solitamente sono caratterizzate da una banda a "scacchi" rossa e bianca o blu e bianca sul berretto o sul bordo della giacca.

## Denominazione nelle lingue minoritarie d'Italia
Nelle regioni a statuto speciale che beneficiano di un regime bilinguismo, la denominazione Polizia di prossimità è stata resa nelle seguenti varianti:
- Per la Valle d'Aosta, bilingue italiano/francese, Police de proximité in francese;
- Per la provincia autonoma di Bolzano, bilingue italiano/tedesco, Bürgernahe Polizei.

## Ripiegamento del personale
Con il tempo, i servizi sono stati ridotti, in qualche caso proprio soppressi.